# 伝説の17番
『伝説の17番』（ロシア語:  Легенда №17、英語: Legend No.17）は2013年のロシアのスポーツ映画。本作品は事実に基づいており、ソ連のアイスホッケー選手、ワレリー・ハルラモフの活躍を1972年のスーパーシリーズ第1試合カナダ対ソ連を中心に描いた作品である。
本作品はロシアのゴールデン・イーグル賞を6部門で受賞し、2014年にはロシア連邦国家表彰を受賞した。

## ストーリー
1956年。子供のワレリー・ハルラモフはサン・フェルミン祭に合わせて母親の実家であるスペインに里帰りをしていた。牛から逃げ遅れた子犬を助けたワレリーは自らも牛に追われて危機に陥るが、スペイン人の叔父に助けられる。叔父はそのとき自分の首に巻いていた赤いスカーフをワレリーの首に巻く。以降、ワレリーはそのスカーフをお守りのように持ち歩くようになった。
時は流れて1967年。成長したワレリー・ハルラモフはソ連最強のアイスホッケーチーム、HC CSKAモスクワのユースチームでプレーしていた。CSKAトップチームの監督アナトリー・タラソフはワレリーとチームメートのアレクサンドル・グーセフをチェリャビンスク州チェバルクリに送り込み、マイナーリーグのズヴェズダ・クラブでプレーさせる。チームになじむのに苦労するものの、1シーズンで34ゴールを記録してシーズンの終わりにはタラソフからモスクワに呼ばれ、トップチームのCSKAに合流する。だがタラソフはワレリーを見極めようと過酷な試練を課す。
ワレリーはタラソフの試練を乗り越え、徐々にCSKAのフォワードとして才覚を表す。チームメートのボリス・ミハイロフ、ヴラジーミル・ペトロフと「黄金のトロイカ」を形成する。やがてCSKAのレギュラーになり、ソ連代表にも選ばれた。　プライベートでも恋人ができ、国から車とアパートを支給されて人生は順風満帆だった。
ソ連共産党スポーツ委員会とナショナル・ホッケーリーグ(NHL)の間で交渉が行われ、1972年にアイスホッケーソ連代表とカナダ代表・NHLチームが対戦するサミットシリーズの最初の試合を開催することが決定する。
札幌オリンピックが終わったある日、タラソフ率いるソ連代表はモスクワでスパルタクと対戦する。試合にはブレジネフ共産党書記長も観戦に来ていた。スパルタクファンのブレジネフにおもねった審判はあからさまにスパルタクに有利な判定を行い、タラソフは抗議のためにソ連代表をリンクから引き上げさせた。（本作品でははっきりと描かれていないが、史実ではこの試合でソ連代表はスパルタクに敗れている。）落胆したワレリーは雨の夜に車を飛ばして交通事故に遭い、足を骨折してしまう。
入院中のワレリーをタラソフが見舞いに来る。タラソフに激励されたワレリーはタラソフ指導の下でリハビリを始める。
長いリハビリを終えたワレリーはソ連代表の練習に合流。ワレリーは、ソ連代表とスパルタクが試合をした翌日にタラソフが監督を解任されていたことを知って驚く。そこに新しい監督のフセヴォロド・ボブロフが登場し、ワレリーがソ連代表のカナダ遠征メンバーに入っていると告げる。タラソフは空港までソ連代表メンバーを見送りに来る。
ソ連代表メンバーはカナダのモントリオールに到着。カナダのマスコミはカナダ代表の勝利を信じて疑わず、あるカナダ紙記者は記者会見で「もしソ連が1勝でもできたら自分は自社の夕刊を食べて見せる」と宣言。
ついにカナダ対ソ連の試合が始まった。カナダは試合開始後30秒でゴールを決め、6分で2点目を追加。だがその後ソ連が2点を返し、スコアは2対2で第1ピリオドが終了する。第2ピリオドでワレリーはゴールを決め、ソ連が3対2でリード。さらにワレリーはカナダのディフェンスを交わして2回目のゴールを叩き込み、ソ連が4対2と点差を広げる。カナダの観客は立ち上がってワレリーのプレーに拍手を送る。
第2ピリオド終了後、カナダ代表のロッカールーム。カナダ代表監督は選手たちに「これは試合ではない、戦争だ！」と檄を飛ばし、「背番号17番（ワレリー・ハルラモフの番号）をどうにかしろ」と指示を出す。第3ピリオドが始まるとカナダのボビー・クラークがワレリーの骨折が治った方の足を背後からスティックで強打し、試合は中断。ワレリーはロッカールームに運ばれるが、痛み止めの注射をしてプレーを続けることを主張。第3ピリオドの終了間際、ワレリーは痛みに耐えかねて倒れながらも味方にパスを出し、パスを受けたチームメートが7点目のゴールを決める。直後にホイッスルが鳴り、ソ連代表は7対3でカナダに勝利を収める。

## キャスト
ワレリー・ハルラモフ - ダニーラ・コズロフスキー
CSKAとソ連代表のアイスホッケー選手。背番号は17番。
イリーナ - スヴェトラーナ・イワノヴァ
ワレリーの恋人。後に結婚する。
アナトリー・タラソフ - オレーグ・メニシコフ
CSKAとアイスホッケーソ連代表の監督。
アレクサンドル・グシコフ - アレクサンドル・ロバノフ
CSKAの選手。ワレリーとは子供の時からチームメートで友人。
エドゥアルド・バラショフ - ウラジーミル・メンショーフ
ソ連共産党中央委員会のアイスホッケー担当
ボリス・ミハイロフ - チムール・エフレメンコフ
CSKAとソ連代表のアイスホッケー選手。ハルラモフ、ペトロフと3人でトロイカを形成する。
ヴラジーミル・ペトロフ - アルチョーム・フェドートフ
CSKAとソ連代表のアイスホッケー選手。ハルラモフ、ミハイロフと3人でトロイカを形成する